# Tetulia
Tetulia (en bengali : তেতুলিয়া) est une upazila du Bangladesh dans le district de Panchagarh. En 1991, on y dénombrait 86 760 habitants.